# 巴彦查干街道
巴彦查干街道，是中华人民共和国内蒙古自治区锡林郭勒盟锡林浩特市下辖的一个乡镇级行政单位。

## 行政区划
巴彦查干街道下辖以下地区：
塔林社区和达布希勒特社区。